# 馬頭涌官立小學
馬頭涌官立小學（英語：Ma Tau Chung Government Primary School），簡稱MTCGPS、馬頭涌官小，位於九龍馬頭圍福祥街一號，是一所男女官立全日制小學。馬頭涌官立小學（紅磡灣）本來為馬頭涌官立小學的下午校。

## 校政管理
歷任校監
- 張秀文 女士[1]
- 哈夢飛 先生

歷任校長
- 邱達禧 先生（1973年-1986年，由東院道官立小學調任，後轉職至香港八和會館小學）
- 梁省常 女士
- 倪毓英 女士[1]
- 黃玉貞 女士
- 陳艷祝 女士

## 歷史
馬頭涌官立小學一帶前身為馬頭涌戰俘集中營。後來於1962年，馬頭涌官立小學（前身馬頭涌官立上午小學）開辦。校方於1994年12月成立家長教師會。2001年9月轉為全日制學校。

## 校訓
- 樂--樂於學習
- 善--善於溝通
- 勇--勇於承擔
- 敢--敢於創新

## 班級結構
共三十班，一至六年級每級五班。一至三年級不依成績平均編班。四至五年級頭62名平均編入A、B班。六年級依照五年級直升。（因升中資料直升）

## 拔尖補底
- 三至六年級設有英、數輔導班
- 二至六年級設有數學精英培訓班（數精）

## 資優培訓
1. 一年級不設資優培訓
2. 二年級設有劍橋英文Starter班
3. 三年級設有劍橋英文Mover班
4. 四至六年級設有劍橋英文Flyer、KET、PET班和中文寫作資優班。

## 著名/傑出校友
- 吳克儉：前香港教育局局長及香港考試及評核局主席 (1966年畢業)[註 1]
- 車淑梅：香港資深傳媒從業員 (1968年畢業)[2]
- 陳志海：香港資深大律師[3]
- 馬啓仁：香港運動評述員、節目主持人及演員[註 2]
- 鍾溥敏：香港跨媒體工作者
- 黎穎瑜：前民政事務局政治助理 (1989年畢業)
- 高皓正：香港男藝人 (1990年畢業)[4]
- 蔡傑麟：香港壁球代表隊成員 (2004年畢業)[4]
- 陳安怡：香港游泳代表隊成員之一 (2009年畢業)[5]
- 溫婧文：香港游泳代表隊成員之一 (2009年畢業)[5]
- 趙展彤：香港女歌手及演員 (2009年畢業)
- 胡泳彤：香港田徑運動員 (下午校畢業)[6][7]
- 林靖文：香港女童星 （2021年畢業）
- 賴應虒（1962年小六）：前律政司民事法律專員[8]
- 溫霈國（1967年小六）：培僑書院校長[9]

## 外部連結
- 馬頭涌官立小學 （页面存档备份，存于）